# Austroliabum eremophilum
Austroliabum eremophilum là một loài thực vật có hoa trong họ Cúc. Loài này được (Cabrera) H.Rob. & Brettell mô tả khoa học đầu tiên năm 1974.